# Joánisz Andréu
Joánisz Andréu (görögül: Ιωάννης Ανδρέου) (? – ?) olimpiai ezüstérmes görög úszó.
A legelső újkori nyári olimpián, az 1896. évi nyári olimpiai játékokon, Athénban indult úszásban, egy versenyszámban, az 1200 méteres gyorsúszásban. Ezüstérmes lett több mint 2,5 perccel lemaradva Hajós Alfréd mögött.
Klubcsapata az Omolos ton Pezoporon Peiraios volt.